# Barone Rothschild

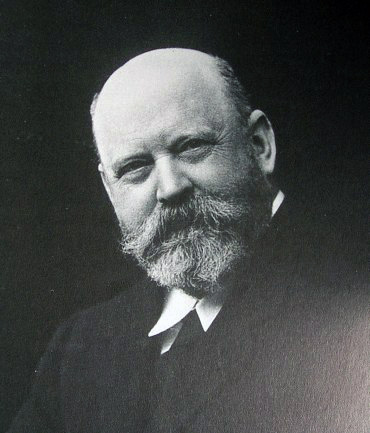
Walter Rothschild,
II Barone Rothschild

Barone Rothschild, di Tring nella Contea di Hertford, è un titolo fra i Paria del Regno Unito. Fu creato nel 1885 per Sir Nathan Rothschild, II Baronetto, un membro della famiglia di banchieri Rothschild. Fu la prima persona di fede ebrea ad essere elevato al rango di pari (Benjamin Disraeli, anche se nato in una famiglia ebraica, era un membro della Chiesa d'Inghilterra).
Il Rango di baronetto Rothschild, di Tring Park, fu creato fra Baronetage del Regno Unito nel 1847 per Anthony de Rothschild, un banchiere e politico, con resto alla prole maschile del fratello maggiore, Lionel de Rothschild, il primo membro del Parlamento di fede ebraica. Sia Anthony che Lionel erano i figli dell'influente finanziere Nathan Mayer Rothschild (1777–1836) fondatore del ramo inglese della famiglia.
Al primo Baronetto succedette, in base ad un residuo speciale, suo nipote, il già citato secondo Baronetto, che fu elevato al rango di pari nel 1885. A quest'ultimo succedé il figlio maggiore, Walter, il secondo Barone. Fu un banchiere e politico ma è ricordato soprattutto per il suo interesse nella zoologia. Morì senza figli, e poiché suo fratello lo aveva preceduto, alla sua morte il titolo passo a suo nipote, Victor, il terzo Barone. Era figlio dell Hon. Charles Rothschild. Jacob, il quarto Barone, che successe nel 1990. Attualmente Il titolo è Posseduto Da Nathaniel Philip Victor James Rothschild, figlio del iv Barone
Esiste anche un titolo di Barone de Rothschild (Freiherr von Rothschild) fra la nobiltà austriaca.

## Baronetti Rothschild, di Tring Park (1847)
- Sir Anthony Nathan de Rothschild, I Baronetto (1810–1876)
- Sir Nathan Mayer Rothschild, II Baronetto (1840–1915) (creato Barone Rothschild nel 1885)

## Baroni Rothschild (1885)
- Nathan Mayer Rothschild, I Barone Rothschild (1840–1915)
- Lionel Walter Rothschild, II Barone Rothschild (1868–1937)
- Nathaniel Mayer Victor Rothschild, III Barone Rothschild (1910–1990)
- Nathaniel Charles Jacob Rothschild, IV Barone Rothschild (1936–2024)
- Nathaniel Philip Victor James Rothschild, V  Barone Rothschild (n. 1971)

### Linea di successione
1. James Amschel Victor Rothschild (b. 1985), nipote del IV Baron.